# Pseudoleskea hyperborea
Pseudoleskea hyperborea là một loài Rêu trong họ Leskeaceae. Loài này được Kindb. mô tả khoa học đầu tiên năm 1897.